# Alejandro Rojas Wainer
Alejandro Víctor Manuel Rojas Wainer (Santiago, 31 de enero de 1945-Vancouver, 16 de abril de 2018) fue un político y académico chileno de origen judío. Se desempeñó como presidente de la Federación de Estudiantes de la Universidad de Chile entre 1970 y 1973, y diputado de la República por el Partido Comunista de Chile (PC), entre mayo y septiembre de ese año. Exiliado tras el golpe de Estado de 1973 en Alemania Oriental y Canadá, fue en este último país donde desarrolló parte importante de su carrera académica.

## Biografía

### Estudios y carrera política en Chile
Cursó sus estudios primarios y secundarios en el Liceo Experimental Manuel de Salas, donde fue un destacado deportista. Ingresó a la Universidad de Chile en 1964, donde cursó la carrera de odontología. Fue presidente del Centro de Estudiantes de su facultad por 2 períodos (1966 y 1967). Asimismo, fue vocal de la directiva de la Federación de Estudiantes de la Universidad de Chile en 1968. Resultó elegido Presidente de la Federación de Estudiantes de la Universidad de Chile el 27 de noviembre de 1969 por la lista "Unidad Izquierdista", poniendo fin a 14 años de dirigencia demócratacristiana en la entidad, y siendo el primer triunfo de la recién constituida coalición Unidad Popular. Salvador Allende se comunicó directamente con él la noche del 4 de septiembre de 1970 para solicitarle usar los balcones de la sede de la Federación, en la Alameda, agradeciendo el triunfo en las elecciones presidenciales. Fue reelecto en dicho cargo en 1970, 1971 y 1972. Fue elegido diputado por Santiago, por el Partido Comunista de Chile, en marzo de 1973.
Es famoso su exabrupto durante una conferencia de prensa del entonces rector de la Universidad de Chile, Edgardo Boeninger. Para llamar la atención de la prensa, Rojas se abalanzó y salto sobre el escritorio del rector Boeninger para captar la atención de los periodistas. La polémica entre la autoridad académica y el dirigente se refería a la naturaleza de los cambios y la profundidad y envergadura de la Reforma Universitaria. La anécdota le valió el apodo de "Pasionaria" Rojas (en homenaje a la dirigente comunista española Dolores Ibárruri, famosa por sus encendidos discursos durante la guerra civil). Otros incidentes en televisión, los protagonizó sacando de sus casillas al dirigente de derecha y senador Víctor García Garzena, del Partido Nacional. En esta ocasión defendiendo los planes del gobierno de la Unidad Popular sobre la Escuela Nacional Unificada.

### Golpe militar y exilio en Europa
El día del golpe militar, y en su calidad de presidente de la Federación de Estudiantes de la Universidad de Chile, se dirigió junto a otros estudiantes hacia el Campus Juan Gómez Millas, reuniéndose en el Centro de Alumnos del Instituto Pedagógico de la Facultad de Filosofía y Educación. Allí pensaban organizar la resistencia al golpe militar. Tras darse cuenta de la imposibilidad de resistir, y ante las noticias de la muerte de Allende, logran evacuar el campus ante el inminente cerco militar. Como además era un destacado miembro del Comité Central del Partido Comunista, figuró entre las personas citadas en el bando N.° 10 de la Junta de Gobierno, para ser detenidas y encarceladas por su actividad durante el gobierno de la Unidad Popular, bajo una soterrada amenaza en caso de desobediencia "con las consecuencias previsibles". Estuvo un año asilado en la Embajada de Finlandia, que albergaba la misión diplomática de la República Democrática Alemana.
En 1974 parte al exilio hacia Alemania Oriental. Como dirigente estudiantil en el exilio, es nombrado Vicepresidente de la Unión Internacional de Estudiantes en representación de las organizaciones estudiantiles chilenas. Por ello debe vivir en Praga, Checoslovaquia, entre 1974 y 1976. Posteriormente, se mudó a Ginebra, Suiza, donde realizó estudios de Ciencias Sociales (1976-1978) y trabajó en la presentación de casos a la Comisión de Derechos Humanos de las Naciones Unidas. Renunció a su militancia en el PC en noviembre de 1982.

### Carrera académica
Tras dejar Europa, se asentó en Canadá, donde se le reconocieron sus estudios con el grado de Licenciado en Ciencias Biológicas. Se desempeñó en la Facultad de Sistemas de la Tierra y la Alimentación en la Universidad de Columbia Británica, en Vancouver. Obtuvo un doctorado en filosofía (PhD), con especialidad en sociología, disciplina en la que también obtuvo un máster, ambos títulos otorgados por la Universidad de York, en Toronto, donde también realizó estudios de postdoctorado en antropología ecológica. Fue profesor auxiliar de la Facultad de Estudios del Medio Ambiente, Universidad de York, entre 1985 y 1992, e investigador del Centro de Estudios sobre América Latina y el Caribe (CERLAC) en la misma casa de estudios.
Fue investigador principal de Think&EatGreen@School (Comer y Pensar Verde en la Escuela) un proyecto de colaboración universidad-comunidad en Vancouver. El proyecto es una colaboración de investigación-acción participativa entre la Universidad de Columbia Británica y organizaciones del gobierno municipal de Vancouver, las autoridades de salud y una docena de organizaciones no gubernamentales ambientales, de salud y de defensa de sistemas alimentarios locales sustentables. Fue también coinvestigador en una investigación colaborativa internacional sobre Adaptaciones Sociales al cambio climático. Su trabajo se focalizó en las relaciones entre sistemas alimentarios y medio ambiente y agricultura sustentable.
Fue designado junto a otros 15 académicos, como científico líder en el año 2010.

### Muerte
Alejandro Rojas Wainer falleció en Vancouver el 16 de abril de 2018, víctima de un cáncer.

## Áreas de estudio y pensamiento político
Iniciada la discrepancia sobre las libertades como investigador comunista para publicar sus trabajos, su postura crítica avanzó en el desarrollo de un necesario rechazo a la violencia en la política, escribe su Tesis de doctorado en la Universidad de York en Toronto, Canadá, formulando una crítica centrada en la falta de una teoría política para la articulación de la democracia y el socialismo que se manifestó en todas las experiencias de "socialismo real" y también en el proceso del Gobierno de la Unidad Popular y en la línea política adoptada por el Partido Comunista de Chile en 1980.
Alejandro Rojas se identificó con la crítica eurocomunista al socialismo real y contribuyó a la elaboración de las ponencias de la reunión efectuada en septiembre de 1982 en Chantilly, convocada por la Asociación Aser-CHILE de París y el Instituto para el Nuevo Chile de Róterdam. Su postura crítica de los fracasos del gobierno allendista serán publicados en una serie de artículos, sin dejar de proponer una alternativa socialista en sus postulados. En 1987, la Editorial Documentas publica en Chile el libro «La Transformación del Estado. La Experiencia de la Unidad Popular», donde plantea que el proyecto democrático socialista debía profundizarse realizando una crítica a la civilización industrial, haciéndose eco de la polémica abierta por los movimientos verdes de izquierda. En 1988, en el libro "Conversaciones con la FECh", de Ricardo Brodsky, formula una autocrítica acerca de su propia participación en un estilo de hacer política excesivamente confrontacionista que dificultaba la formación de consensos más amplios necesarios para proteger por la democracia chilena de los intentos golpistas que finalmente se materalizarían en la dictadura militar y el régimen de Pinochet de 1973 a 1989.
Su crítica en todo caso establecía que "... Por supuesto, la solución de este problema era la creación de nuevos y más variados mecanismos de participación, representación y construcción de consenso, y, por ningún motivo, el establecimiento de una tiranía que cerrara todo el espacio de nuestra democracia representativa. Se necesitaba una democracia más profunda, no la eliminación de la democracia"
Años antes, en 1983, durante un congreso en Mendoza, publica el ensayo «La política como celebración de la vida y construcción de espacios de esperanza» (Instituto para el Nuevo Chile, Róterdam) donde reafirma que un socialismo sin democracia, que vulnere los derechos de cualquier hombre, no es un socialismo.

## Historial electoral

### Elecciones parlamentarias de 1973
- Elecciones Parlamentarias de 1973 para la 7ª Agrupación Departamental, Santiago.[11]

## Obras seleccionadas
- ® Rojas, A., Valley, W., Mansfield, B., Orrego, E., Chapman, G and Harlap, Y. 2011. "Towards Food System Sustainability through School Food System Change" Think & EatGreen @ School and the making of a community‐university research alliance. Sustainability Open Access Journal.
- Sustainability 2011, 3, 763-788. www.mdpi.com/journal/sustainability. 26 pages.
- ®Rojas, A., Valley, W. y Sipos, Y. 2011: From Inquiry to Engagement: A Reflection on 10 Years of Community-Based Learning and Research on Food Security and Sustainability at the University of British Columbia. Journal of Higher Education Outreach and Engagement. Volumen 16 (1) en marzo de 2012. 22 páginas.
- ® Rojas, A., Valley, W., Bomke, A.
- Rojas, A. 2012 (in press) . Polycultures of the Mind: The “end” of the peasant and the birth of agroecology. In Arif Dirlik and Alexander Woodside, ed. 2010, Global Capitalism and the Future of Agrarian Society Paradigm Publishers Boulder, Colorado
- Rojas, A. 2010. Policultivos de la mente. Enseñanzas del campesinado y de la agroecología para le educación en la sustentabilidad. Agroecología, Vol. 4. University of Murcia, España. Pages 29-29. 10 pages
- Kubik, W., Corkal, D., Rojas, A. and Sauchyn D. 2010. (English, book and Spanish and French versions in DVD) Rural Communities Adapting to Climate –Induced Water Stress. Canadian Plains Research Centre, CPRC Press, Regina
- Rojas, A., Magzul, L., Marchildon, G., & Reyes, B. 2009. The Oldman River Dam Case Study: Conflict, Adaptation and Institutional Learning. In Marchildon, G. (Ed.). A Dry Oasis. Institutional Adaptations to Climate Change in the Prairies. CPR Press, Regina. Pages 235-260. 25 pages
- Rojas, A., Magzul, L., Marchildon, G., & Reyes, B. 2009b. The Oldman River Dam Case Study: Conflict, Adaptation and Institutional Learning. Prairie Forum. Vol. 34(1),. April 18. (This article is the same as above, reproduced with permission publishers). Pages 235-260. 25 pages
- Rojas, A & Sepúlveda, C. 2010. (In Spanish) Adaptive management of environmental conflicts: reflections in the context of environmental reform in Chile. (Manejo adaptativo de conflictos ambientales y aprendizaje institucional: reflexiones a partir de la reforma ambiental en Chile). Ambiente & Desarrollo (Environment & Development), 25th Anniversary Working Documents. No 61. Invited paper.15 pages.
- Kubik, W.; Corkal, D.;Rojas, A & Saughyn (eds) 2010. Rural Communities Adapting to Climate-Induced Water Stress. (In English, French and Spanish). CPRC Press, Regina. (Rojas, A besides been one of the 4 editors wrote as single author three chapters). 121 pages.
- Sepúlveda, C. & Rojas, A. 21010 (In Spanish) Environmental conflicts and environmental reform in Chile: A wasted opportunity for institutional learning on citizen participation. (Conflictos ambientales y reforma ambiental en Chile: una oportunidad desaprovechada de aprendizaje institucional sobre participación ciudadana). Ambiente & Desarrollo (Environment & Development), 25th Anniversary Working Documents No 62. Invited paper. 15 pages.
- Yassi A, Dharamsi S, Spiegel J, Rojas A, Dean E, Woollard R. (2009). The good, the bad and the ugly of partnered research: Revisiting the sequestration thesis and the role of universities in promoting social justice. International Journal of Health Services. 34 pages.
- Rojas, A. 2009. Towards integration of knowledge through sustainability education and its potential contribution to environmental security. Pages 131-154, in Susan Allen (ed.): Addressing Global Environmental Security Through Innovative Educational Curricula. NATO Science for Peace and Security Programme. Springer Verlag. Pages 131-153. 22 pages
- Rojas, A. 2009. Enseñanzas del campesinado y la agro ecología para la educación en la sustentabilidad (Lessons from peasants and agroecology for sustainability education. In Altieri, M.A. (ed.) Vertientes del pensamiento agroecológico:Fundamentos y aplicaciones (Sources of agroecological thought: Foundations and Applications). Sociedad Latinoamericana de Agroecología (SOCLA) Medellín, Colombia. Accepted on March 10, 2009. Pages 157-182. 25 pages.
- Rojas, A., Richer, L. & J Wagner. "The Dreaming and the Making of a Sustainable University Food System: The University of British Columbia Food System Project (UBCFSP): A Collaborative, Sustainability-Driven Project for Learning and Change."
- Rojas, A. and L. Richer 2005. "Successful Institutional Adaptation to Climate Change Impacts Posed on Water Resources".
- Diaz, H., Rojas, A., Richer, L. & S. Jeannes 2005. "Institutions and Adaptive Capacity to Climate Change" Institutions and Adaptive Capacities 2005.
- Rojas, A. (forthcoming)) "Flames of creativity and fires of destruction: Principles of adaptive environmental conflict resolution ". Alternatives. Environmental thought, policy and action journal. Spring 2004 issue (10 pages)
- Rojas, A, Sabatini, F, Sepúlveda, C. 2003: "Conflictos ambientales en Chile: Lecciones y Desafíos" (Environmental Conflicts in Chile: Lessons and Challenges). Ambiente & Desarrollo (Environment & Development),19:22-31.
- Altieri, M. & A. Rojas . 1999. "Ecological impacts of Chile’s neoliberal policies, with special emphasis on agro-ecosystems (pdf)". Environment, Development and Sustainability. Ámsterdam , 1(1):1-18.
- Altieri, M. & A. Rojas. 1999. "The Ecological Blues of the Chilean Economic "Miracle" (In Spanish), Persona y Sociedad (Person & Society), Special issue on Environment and Development: tensions and intersections. 13:127-141.
- Altieri, M. & A. Rojas. 1998. "Lessons from a Latin Partner". Alternatives. Environmental thought, policy and action journal, 24:24-29.
- Rojas, A. 1998. "Significant Nuances. Growth, Development and Sustainability:" (In Spanish), Chile Forestry / Chile Forestal, 23:4-7
- Rojas, A. 1996. "The Case of Clayoquot Sound: confrontation, paradigm and cross-cultural dialogue in the negotiation of an environmental conflict". (In Spanish) Ambiente y Desarrollo/Environment and Development. 11:67-75.
- Rojas, A. 1996. "The environmental crisis in Latin America and the challenges for the social sciences". Research in Progress. Journal of Latin American Studies. Spanish and Latin American Studies, Simon Fraser University . 4:111-129.
- Rojas, A. 1994. "The environmental movement and the environmentally concerned scientific community in Chile ". European Review of Latin American and Caribbean Studies. 56:93-119.
- Rojas, A. 1991. "The political ecology of hope: reflections on power, ecology and the utopian propensity". The Trumpeter: Canadian Journal of Eco-philosophy. 9:14-19.
- Allodi, F. & A. Rojas. 1990. "A questionnaire used in Toronto: the mental health and social adaptation of victims of Toronto, refugees and immigrants from Latin America, Danish Medical Bulletin, Supp. No. 1:12-15
- Rojas, A. 1988. "The Chilean student movement and the university reform in Chile 1968-1973: from the explosion of hope to the nightmare." (Spanish) Realidad Universitaria (Santiago), No. 5, pp. 56-78.
- Allodi, F. & A. Rojas. 1988. "Arauco: the role of a housing cooperative community in the mental health and social adaptation of Latin American refugees in Toronto ," Migration World 16:17 -21.
- Rojas, A. 1987. "Interrogations on the ecology movement and the nature of power". (Spanish) Ambiente y Desarrollo (Environment and Development). 3:55-71.
- Rojas, A. 1987. La Transformación del Estado. La Experiencia de la Unidada Popular. Ediciones Documentas/Estudio. Santiago de Chile
- Rojas, A. 1985. "Politics as a celebration of life: ecology and democracy in a new Chile ," Alternatives. Environmental thought, policy and action journal. 13:40-49.
- Rojas, A. 1984. "Spaces of hope: reassessing democracy and development," Priorities 1:11-21. Toronto.
- ROJAS, Alejandro. "Los espacios de la esperanza " ("The spaces of hope"). Proposiciones Vol.10, año IV, pp.16-46. Santiago de Chile, Ediciones SUR, 1983
- Rojas, A. 1982. "Against class reductionism". (Spanish) Chile-America ( Rome ), December, pp. 35‑47.
- Rojas, A. 1980. "Communication, democracy and coerción". Two Thirds: A Journal 23.of Underdevelopment Studies, 2:14-22.
- Rojas, A & Reyes, B. 2003 (ed.): "From fires of destruction to the flames of creativity: Towards an Adaptive Environmental Conflict Resolution. Lessons from Chile and Canada . Proceedings of the Conference Towards an Adaptive Environmental Conflict Resolution. Lessons from Chile and Canada. University of British Columbia , Liu Centre, Vancouver. CDROM, Institute of Political Ecology, Santiago
- Rojas, A, 2003: "The mountain’s scar, the people’s wound: the GasAndes conflict in Cajón del Maipo River in Central Chile (pdf) ". Paper submitted to the international conference "Toward Adaptive Environmental Conflict Resolution. Lessons from Canada and Chile . In Rojas, A & Reyes, B. (eds.) From fires of destruction to the flames of creativity: Towards an Adaptive Environmental Conflict Resolution. Lessons from Chile and Canada Proceedings of the Conference Towards an Adaptive Environmental Conflict Resolution. Lessons from Chile and Canada . University of British Columbia , Liu Centre, Vancouver. CDROM, Institute of Political Ecology, Santiago .
- Rojas, A, Grandy, J & Jamieson, J., 2003: "Toward and Adaptive Resolution of Environmental Conflicts: Lessons from Clayoquot Sound (pdf)". In Rojas, A & Reyes, B. (eds.) From fires of destruction to the flames of creativity: Towards an Adaptive Environmental Conflict Resolution. Lessons from Chile and Canada Proceedings of the Conference Towards an Adaptive Environmental Conflict Resolution. Lessons from Chile and Canada. University of British Columbia, Liu Institute, Vancouver. CDROM, Institute of Political Ecology, Santiago .
- Rojas, A., Sabatini, F & Sepúlveda, C. 2003: "12 years of environmental conflicts in Chile". Paper submitted to the international conference "Toward Adaptive Environmental Conflict Resolution. Lessons from Canada and Chile. Background Materials, University of British Columbia , September 24-27, 2002 .
- Rojas, A. Sabatini, F & Sepúlveda, C. 2003: "Environmental Conflicts in Chile: Lessons and Challenges. In Rojas, A & Reyes, B. (eds.) "From fires of destruction to the flames of creativity: Towards an Adaptive Environmental Conflict Resolution. Lessons from Chile and Canada . Proceedings of the Conference Towards an Adaptive Environmental Conflict Resolution. Lessons from Chile and Canada . University of British Columbia , Liu Centre, Vancouver. CDROM, Institute of Political Ecology, Santiago